# Episinus ocreatus
Episinus ocreatus là một loài nhện trong họ Theridiidae.
Loài này thuộc chi Episinus. Episinus ocreatus được Eugène Simon miêu tả năm 1909.